# Captorhinida

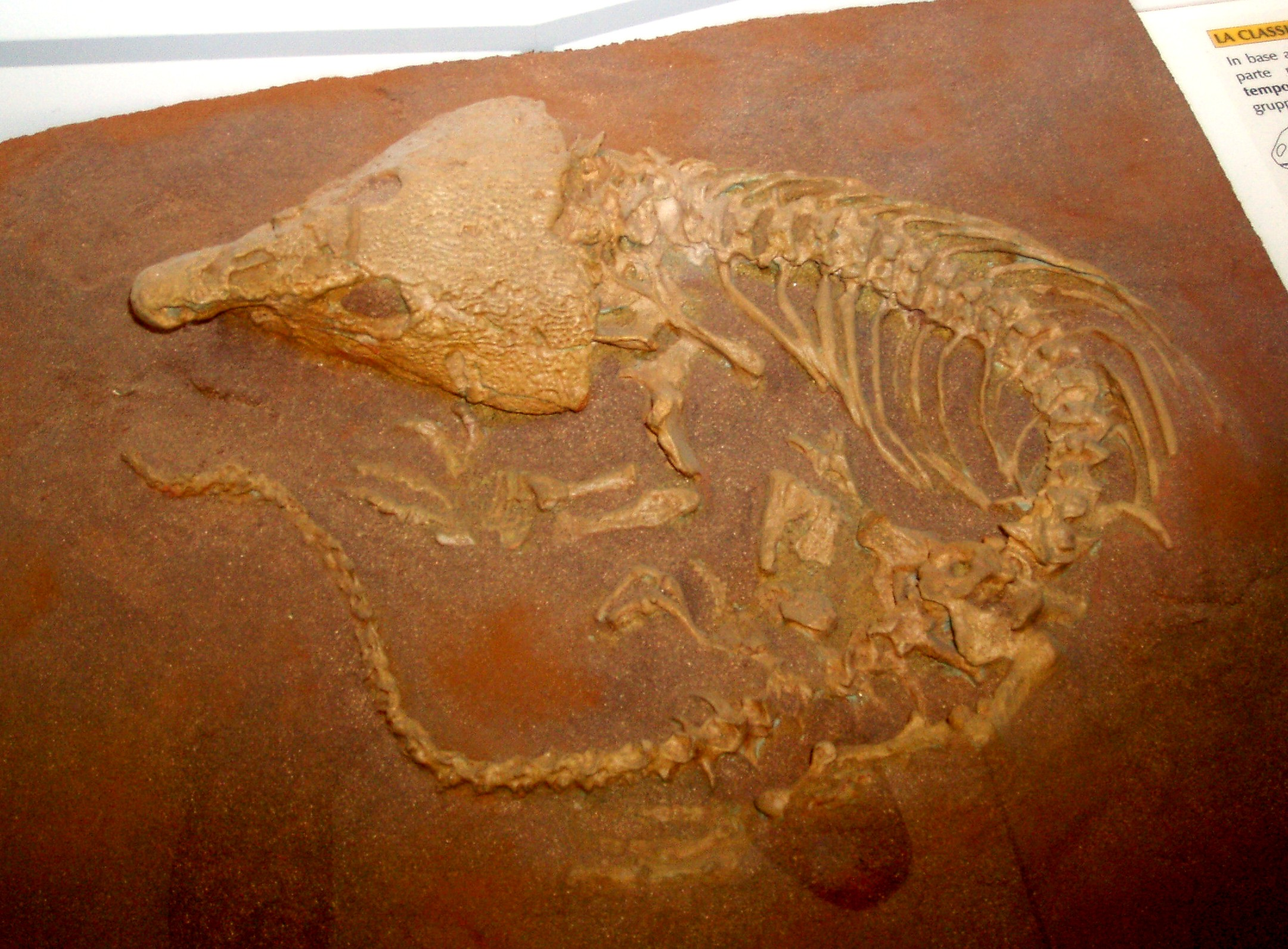
Скелет Labidosaurus hamatus

Captorhinida — подвійна парафілічна група ранніх плазунів, традиційно складається з таких родин:
- Captorhinidae (Cotylosaurs)
- Protorothyrididae, клада маленьких ящіркоподібних рептилій.
- Болозаври (Bolosauridae), найдавніші двоногі рептилії
- Millerettidae